# 科尔恰诺
科尔恰诺（義大利語：Corciano），是意大利佩鲁贾省的一个市镇。总面积63.69平方公里，人口20417人，人口密度320.6人/平方公里（2009年）。ISTAT代码为054015。